# Oitava
Em música, uma oitava é o intervalo entre uma nota musical e outra com a metade ou o dobro de sua frequência. Refere-se igualmente como sendo um intervalo musical de 2/1. 
O nome de oitava tem a ver com a sequência das oito notas da escala maior: dó, ré, mi, fá, sol, lá, si, dó, a que se chama igualmente "uma oitava". E diz-se que o segundo dó, o último grau da escala, está "uma oitava acima" do primeiro. O nome tem a ver com os intervalos entre as notas: a partir de uma nota dada (por exemplo, dó), a seguinte está separada por um intervalo "de segunda", a seguinte por um intervalo "de terça", a seguinte por um intervalo "de quarta" e assim adiante até a "oitava", que será nomeada igualmente à primeira nota (a oitava de dó é outro dó).

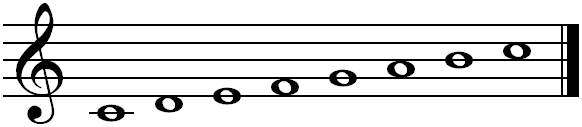
Uma oitava

Um som cuja frequência fundamental é o dobro (ou qualquer potência inteira de dois) de outra, evoca quase a mesma sensação que o som, ou seja, é percebido como a mesma nota musical, apenas mais aguda (mais "alta") ou mais grave (mais "baixa"). Como as duas notas têm quase a mesma série de harmónicos, são percebidas como tendo uma relação especial (têm o mesmo chroma, "cor"). Ou seja, pode-se aumentar ou diminuir um intervalo do dobro - mudando significativamente o seu som - sem essencialmente mudar o seu significado harmónico. É o que se chama a "equivalência das oitavas". 

## Uso
O termo oitava pode ser usado em vários contextos, vejamos alguns:
- Tocar uma oitava acima significa transportar todas as notas da partitura para uma oitava acima. Um símbolo muito comum na notação musical é 8va (do italiano ottava significando: toque isto uma oitava acima). Podemos ainda encontrar os símbolos 8vb (do italiano ottava bassa para a execução uma oitava abaixo) ou ainda 15ma para tocar 2 oitavas acima e 15mb para tocar 2 oitavas abaixo.

- Quando dizemos que um instrumento musical abrange 5 oitavas, estamos dizendo que podemos tocar, partindo da nota mais grave, qualquer nota em 5 alturas diferentes. Por exemplo,  podemos tocar a nota dó (C) em 5 oitavas diferentes, desde o dó mais grave, passando por um dó médio e chegando a um dó mais agudo. Quanto mais oitavas pudermos tocar em algum instrumento mais liberdade poderemos ter para aplicar combinações harmônicas e melódicas.

- Solar ou improvisar em oitavas geralmente se refere a uma técnica em que o músico toca junto com a nota desejada a sua respectiva oitava. O uso desta técnica é comum no piano ou na guitarra. O guitarrista Wes Montgomery ficou conhecido por aplicar esta técnica em seus solos de improviso no jazz. Veja outros detalhes em Acorde oitavado.